# قائمة الفائزين بميداليات دورة الألعاب البارالمبية الشتوية 2006
عُقدت الألعاب البارالمبية الشتوية 2006 في تورينو، إيطاليا، في الفترة من 10 مارس إلى 19 مارس 2006. شارك في هذه الألعاب ما يقرب من 486 رياضيًا من 39 لجنة بارالمبية وطنية (NPCs).
شهدت الألعاب 58 حدثًا ميداليًا في 5 تخصصات مجمعة ضمن 4 رياضات. شهدت الكيرلنغ على الكراسي المتحركة ظهورها الأول في الألعاب البارالمبية.
تم عقد عدة تصنيفات للإعاقة، التي كانت تُقام كأحداث منفصلة في الألعاب البارالمبية الشتوية 2002، معًا في الألعاب البارالمبية 2006. وقد تم منح المتسابقين "وقتًا عامليًا" بناءً على "وقتهم الحقيقي" ومستوى إعاقة المتسابق. وقد أدى ذلك إلى انخفاض في عدد الميداليات المعروضة.

## التزلج الألبي
| الحدث                  | الفئة    | الذهبية                           | الفضية                              | البرونزية                      |
| ---------------------- | -------- | --------------------------------- | ----------------------------------- | ------------------------------ |
| انحدار سيدات           | ضعف بصري | باسكال كازانوفا · فرنسا           | سابين غاستايغر · النمسا             | سيلفيا بارنت · إيطاليا         |
| انحدار سيدات           | جلوس     | لوري ستيفنز · الولايات المتحدة    | كونيكو أوبيناتا · اليابان           | كلوديا لوش · النمسا            |
| انحدار سيدات           | وقوف     | سولين جامباك · فرنسا              | راينهيلد مولر · ألمانيا             | إيفتا تشليباكوفا · سلوفاكيا    |
| سوبر جي سيدات          | ضعف بصري | سابين غاستايغر · النمسا           | آنا كوليسكوفا · جمهورية التشيك      | سيلفيا بارينت · إيطاليا        |
| سوبر جي سيدات          | جلوس     | لوري ستيفنز · الولايات المتحدة    | كونيكو أوبيناتا · اليابان           | كيمبرلي جوينز · كندا           |
| سوبر جي سيدات          | وقوف     | سولين جامباك · فرنسا              | لورين وولستنكروفت · كندا            | دانجا هاسلاشير · النمسا        |
| تزلج متعرج عملاق سيدات | ضعف بصري | سيلفيا بارينت · إيطاليا           | باسكال كازانوفا · فرنسا             | سابين غاستايغر · النمسا        |
| تزلج متعرج عملاق سيدات | جلوس     | كونيكو أوبيناتا · اليابان         | لوري ستيفنز · الولايات المتحدة      | دايلا دامينو · إيطاليا         |
| تزلج متعرج عملاق سيدات | وقوف     | لورين وولستنكروفت · كندا          | أندريا روثفوس · ألمانيا             | سولين جامباك · فرنسا           |
| تزلج متعرج سيدات       | ضعف بصري | باسكال كازانوفا · فرنسا           | سابين غاستايغر · النمسا             | سيلفيا بارينت · إيطاليا        |
| تزلج متعرج سيدات       | جلوس     | ستيفاني فيكتور · الولايات المتحدة | دايلا دامينو · إيطاليا              | تاتسوكو أيوكي · اليابان        |
| تزلج متعرج سيدات       | وقوف     | أليسون جونز · الولايات المتحدة    | سولين جامباك · فرنسا                | ساندي دوكات · الولايات المتحدة |
| انحدار رجال            | ضعف بصري | غيرد غرادول · ألمانيا             | كريس ويليامسون · كندا               | نيكولاس بيرجيني · فرنسا        |
| انحدار رجال            | جلوس     | كيفن برامبل · الولايات المتحدة    | كريس ديفلين-يونغ · الولايات المتحدة | دينيس باربيت · فرنسا           |
| انحدار رجال            | وقوف     | غيرد شونفيلدر · ألمانيا           | ميخائيل ميلتون · أستراليا           | والتر لاكنر · النمسا           |
| سوبر جي رجال           | ضعف بصري | جانماريا دال مايسترو · إيطاليا    | رادومير دوداس · سلوفاكيا            | كريس ويليامسون · كندا          |
| سوبر جي رجال           | جلوس     | مارتن براكسنتالر · ألمانيا        | هارالد إيدر · النمسا                | روبرت فروليه · النمسا          |
| سوبر جي رجال           | وقوف     | والتر لاكنر · النمسا              | غيرد شونفيلدر · ألمانيا             | توبي كان · أستراليا            |
| تزلج متعرج عملاق رجال  | ضعف بصري | نيكولاس بيرجيني · فرنسا           | جانماريا دال مايسترو · إيطاليا      | إريك فيلون · إسبانيا           |
| تزلج متعرج عملاق رجال  | جلوس     | مارتن براكسنتالر · ألمانيا        | تايكي موري · اليابان                | يورغن إيغل · النمسا            |
| تزلج متعرج عملاق رجال  | وقوف     | غيرد شونفيلدر · ألمانيا           | ماساهيكو توكاي · اليابان            | توماس بفيل · سويسرا            |
| تزلج متعرج رجال        | ضعف بصري | نيكولاس بيرجيني · فرنسا           | إريك فيلون · إسبانيا                | غيرد غرادول · ألمانيا          |
| تزلج متعرج رجال        | جلوس     | مارتن براكسنتالر · ألمانيا        | هارالد إيدر · النمسا                | يورغن إيغل · النمسا            |
| تزلج متعرج رجال        | وقوف     | روبرت ميوسبورغر · النمسا          | توماس بفيل · سويسرا                 | غيرد شونفيلدر · ألمانيا        |

## البياتلون
| الحدث         | الفئة    | الذهبية                      | الفضية                        | البرونزية                     |
| ------------- | -------- | ---------------------------- | ----------------------------- | ----------------------------- |
| 7.5 كم سيدات  | ضعف بصري | فيرينا بينتيلي · ألمانيا     | ميوكي كوباياشي · اليابان      | إلفيرا إيبراغيموفا · روسيا    |
| 7.5 كم سيدات  | جلوس     | أولينا يوروفسكا · أوكرانيا   | سفيتلانا تريفونوفا · أوكرانيا | ليودميلا بافلينكو · أوكرانيا  |
| 7.5 كم سيدات  | وقوف     | إيلينا كوفمان · روسيا        | آنا بورميستروفا · روسيا       | آن فلوريت · فرنسا             |
| 10 كم سيدات   | جلوس     | أولينا يوروفسكا · أوكرانيا   | ليودميلا بافلينكو · أوكرانيا  | سفيتلانا تريفونوفا · أوكرانيا |
| 12.5 كم سيدات | ضعف بصري | ميوكي كوباياشي · اليابان     | تيتيانا سميرنوفا · أوكرانيا   | فيرينا بينتيلي · ألمانيا      |
| 12.5 كم سيدات | وقوف     | آن فلوريت · فرنسا            | يوليا باتنكوفا · أوكرانيا     | شوكو أوتا · اليابان           |
| 7.5 كم رجال   | ضعف بصري | إيرك مانانوف · روسيا         | فيتالي لوكيانينكو · أوكرانيا  | برايان ماكيفر · كندا          |
| 7.5 كم رجال   | جلوس     | فلاديمير كيسلييف · روسيا     | يوري كوستيوك · أوكرانيا       | سيرغي خيجنياك · أوكرانيا      |
| 7.5 كم رجال   | وقوف     | روستام غاريغولين · روسيا     | جوزيف جيسين · ألمانيا         | نيلس إريك أولسيت · النرويج    |
| 12.5 كم رجال  | ضعف بصري | فيتالي لوكيانينكو · أوكرانيا | إيرك مانانوف · روسيا          | فيلهلم بريم · ألمانيا         |
| 12.5 كم رجال  | جلوس     | فلاديمير كيسلييف · روسيا     | تاراس كرجانوفسكي · روسيا      | ميخائيل تيرينتييف · روسيا     |
| 12.5 كم رجال  | وقوف     | روستام غاريغولين · روسيا     | ألفيس ماكادينوف · روسيا       | نيلس إريك أولسيت · النرويج    |

## التزلج الريفي
| الحدث                             | الفئة    | الذهبية                                                               | الفضية                                                                   | البرونزية                                                             |
| --------------------------------- | -------- | --------------------------------------------------------------------- | ------------------------------------------------------------------------ | --------------------------------------------------------------------- |
| 2.5 كم سيدات                      | جلوس     | أولينا يوروفسكا · أوكرانيا                                            | ليودميلا فافتشوك · بيلاروس                                               | ليودميلا بافلينكو · أوكرانيا                                          |
| 5 كم سيدات                        | ضعف بصري | فيرينا بينتيلي · ألمانيا                                              | تاتيانا إيليوشينكو · روسيا                                               | ليوبوف فاسيليفا · روسيا                                               |
| 5 كم سيدات                        | وقوف     | كاتارزينا روغوفيتش · بولندا                                           | آنا بورميستروفا · روسيا                                                  | يوليا باتنكوفا · أوكرانيا                                             |
| 5 كم سيدات                        | جلوس     | أولينا يوروفسكا · أوكرانيا                                            | ليودميلا فافتشوك · بيلاروس                                               | كوليت بورغونيه · كندا                                                 |
| 10 كم سيدات                       | ضعف بصري | ليوبوف فاسيليفا · روسيا                                               | تاتيانا إيليوشينكو · روسيا                                               | يادفيها سكاراباهاتايا · بيلاروس                                       |
| 10 كم سيدات                       | وقوف     | آنا بورميستروفا · روسيا                                               | يوليا باتنكوفا · أوكرانيا                                                | آن فلوريت · فرنسا                                                     |
| 10 كم سيدات                       | جلوس     | ليودميلا فافتشوك · بيلاروس                                            | أولينا يوروفسكا · أوكرانيا                                               | كوليت بورغونيه · كندا                                                 |
| 15 كم سيدات                       | ضعف بصري | ليوبوف فاسيليفا · روسيا                                               | يادفيها سكاراباهاتايا · بيلاروس                                          | تاتيانا إيليوشينكو · روسيا                                            |
| 15 كم سيدات                       | وقوف     | كاتارزينا روغوفيتش · بولندا                                           | آنا بورميستروفا · روسيا                                                  | يوليا باتنكوفا · أوكرانيا                                             |
| 3 × 2.5 كم تتابع سيدات            |          | روسيا (RUS) · تاتيانا إيليوشينكو · إيرينا بولييكوفا · ليوبوف فاسيليفا | بيلاروس (BLR) · يادفيها سكاراباهاتايا · لاريسا فارونا · ليودميلا فافتشوك | أوكرانيا (UKR) · يوليا باتنكوفا · أولينا يوروفسكا · ليودميلا بافلينكو |
| 5 كم رجال                         | ضعف بصري | برايان ماكيفر · كندا                                                  | فرانك هوفلي · ألمانيا                                                    | هيلج فلو · النرويج                                                    |
| 5 كم رجال                         | جلوس     | تاراس كرجانوفسكي · روسيا                                              | يوري كوستيوك · أوكرانيا                                                  | آلان مارغويريتاز · فرنسا                                              |
| 5 كم رجال                         | وقوف     | ستيف كوك · الولايات المتحدة                                           | سيارهي سيلشانكا · بيلاروس                                                | توماس أولسنر · ألمانيا                                                |
| 10 كم رجال                        | ضعف بصري | برايان ماكيفر · كندا                                                  | فاسيلي شابسيابوي · بيلاروس                                               | فاليري كوبتشينسكي · روسيا                                             |
| 10 كم رجال                        | جلوس     | تاراس كرجانوفسكي · روسيا                                              | سيرغي شيلوف · روسيا                                                      | يوري كوستيوك · أوكرانيا                                               |
| 10 كم رجال                        | وقوف     | ستيف كوك · الولايات المتحدة                                           | ألفيس ماكادينوف · روسيا                                                  | كيريل ميخايلوف · روسيا                                                |
| 15 كم رجال                        | جلوس     | يوري كوستيوك · أوكرانيا                                               | تاراس كرجانوفسكي · روسيا                                                 | سيرغي شيلوف · روسيا                                                   |
| 20 كم حر رجال                     | ضعف بصري | أوليغ مونتس · أوكرانيا                                                | برايان ماكيفر · كندا                                                     | فاسيلي شابسيابوي · بيلاروس                                            |
| 20 كم حر رجال                     | وقوف     | كيريل ميخايلوف · روسيا                                                | ألفيس ماكادينوف · روسيا                                                  | ستيف كوك · الولايات المتحدة                                           |
| 1 × 3.75 كم + 2 × 5 كم تتابع رجال |          | النرويج (NOR) · كيارتان هاوغن · كارل أينار هنريكسن · أندرياس هستفيت   | روسيا (RUS) · روستام غاريغولين · إيرك مانانوف · سيرغي شيلوف              | أوكرانيا (UKR) · فيتالي لوكيانينكو · فلاديسلاف موروزوف · أوليغ مونتس  |

## الكيرلنغ على الكراسي المتحركة
| الألعاب | الذهبية                                                                             | الفضية                                                                                    | البرونزية                                                                               |
| ------- | ----------------------------------------------------------------------------------- | ----------------------------------------------------------------------------------------- | --------------------------------------------------------------------------------------- |
| مختلط   | كندا (CAN) · كريس داو · غيري أوستغاردن · غاري كورماك · سونيا غوديت · كارين بلاكفورد | بريطانيا العظمى (GBR) · فرانك دافي · مايكل ماكريدي · توم كيلين · أنجي مالون< · كين ديكسون | السويد (SWE) · جالي جونغنيل · غلين إيكونين · رولف يوهانسون · أنيت فيلهلم · بيرنت سجوبرغ |

## هوكي التزلج على الجليد
| الحدث  | الذهبية | الفضية | البرونزية |
| ------ | --- | --- | --- |
| الفريق | كندا (CAN) | النرويج (NOR) | الولايات المتحدة (USA) |
| الفريق | جيريمي بوكر برادلي بودن بيلي بريدجز مارك دوريون ريموند غراسي جان لابونتي هيرف لورد شون ماثيسون غرايم موراي تود نيكولسون مارك نوت باول روزين بينوا سانت.أماند داني فيرنر غريغ وستليك | هيلج بيورنستاد إسكيل هاغن آتلي هاغلوند لويد ريمي يوهانسن روجر يوهانسن كيتيل كوربو نيلسن كنوت أندريه نورستوغا رولف أينار بيدرسن تومي روفيلستاد كيل فيدار روين يوهان سيغفيلاند ستيغ توره سفي مورتن فارنس أرني فيك | ستيف أنتوني تايلور شيس دافيد كونكلين جيمس كونلي برادلي إيمرسون ماني غيرا جونيور مايكل هالمان لوني هانا جو هوارد تيم جونز تايلور ليبسيت كريستوفر مانز أليكس سالاموني كيب سانت جيرمين أندرو يوحي |

## قادة الميداليات
الرياضيون الذين فازوا بميداليتين ذهبيتين على الأقل أو ثلاث ميداليات إجمالاً على الأقل مدرجون أدناه.
| الرياضي               | الدولة                 | الرياضة                   | ذهبية | فضية | برونزية | الإجمالي |
| --------------------- | ---------------------- | ------------------------- | ----- | ---- | ------- | -------- |
| أولينا يوروفسكا       | أوكرانيا (UKR)         | البياتلون / التزلج الريفي | 4     | 1    | 1       | 6        |
| يوليا باتنكوفا        | أوكرانيا (UKR)         | البياتلون / التزلج الريفي | 0     | 2    | 3       | 5        |
| ليوبوف فاسيليفا       | روسيا (RUS)            | التزلج الريفي             | 3     | 0    | 1       | 4        |
| تاراس كرجانوفسكي      | روسيا (RUS)            | البياتلون / التزلج الريفي | 2     | 2    | 0       | 4        |
| سولين جامباك          | فرنسا (FRA)            | التزلج الألبي             | 2     | 1    | 1       | 4        |
| غيرد شونفيلدر         | ألمانيا (GER)          | التزلج الألبي             | 2     | 1    | 1       | 4        |
| برايان ماكيفر         | كندا (CAN)             | البياتلون / التزلج الريفي | 2     | 1    | 1       | 4        |
| آنا بورميستروفا       | روسيا (RUS)            | البياتلون / التزلج الريفي | 1     | 3    | 0       | 4        |
| ليودميلا فافتشوك      | بيلاروس (BLR)          | التزلج الريفي             | 1     | 3    | 0       | 4        |
| سابين غاستايغر        | النمسا (AUT)           | التزلج الألبي             | 1     | 2    | 1       | 4        |
| تاتيانا إيليوشينكو    | روسيا (RUS)            | التزلج الريفي             | 1     | 2    | 1       | 4        |
| يوري كوستيوك          | أوكرانيا (UKR)         | البياتلون / التزلج الريفي | 1     | 2    | 1       | 4        |
| سيلفيا بارنت          | إيطاليا (ITA)          | التزلج الألبي             | 1     | 0    | 3       | 4        |
| ليودميلا بافلينكو     | أوكرانيا (UKR)         | البياتلون / التزلج الريفي | 0     | 1    | 3       | 4        |
| مارتن براكسنتالر      | ألمانيا (GER)          | التزلج الألبي             | 3     | 0    | 0       | 3        |
| باسكال كازانوفا       | فرنسا (FRA)            | التزلج الألبي             | 2     | 1    | 0       | 3        |
| لوري ستيفنز           | الولايات المتحدة (USA) | التزلج الألبي             | 2     | 1    | 0       | 3        |
| روستام غاريغولين      | روسيا (RUS)            | البياتلون / التزلج الريفي | 2     | 1    | 0       | 3        |
| نيكولاس بيرجيني       | فرنسا (FRA)            | التزلج الألبي             | 2     | 0    | 1       | 3        |
| ستيف كوك              | الولايات المتحدة (USA) | التزلج الريفي             | 2     | 0    | 1       | 3        |
| فيرينا بينتيلي        | ألمانيا (GER)          | البياتلون / التزلج الريفي | 2     | 0    | 1       | 3        |
| إيرك مانانوف          | روسيا (RUS)            | البياتلون / التزلج الريفي | 1     | 2    | 0       | 3        |
| كونيكو أوبيناتا       | اليابان (JPN)          | التزلج الألبي             | 1     | 2    | 0       | 3        |
| فيتالي لوكيانينكو     | أوكرانيا (UKR)         | البياتلون / التزلج الريفي | 1     | 1    | 1       | 3        |
| آن فلوريت             | فرنسا (FRA)            | البياتلون / التزلج الريفي | 1     | 0    | 2       | 3        |
| ألفيس ماكادينوف       | روسيا (RUS)            | البياتلون / التزلج الريفي | 0     | 3    | 0       | 3        |
| يادفيها سكاراباهاتايا | بيلاروس (BLR)          | التزلج الريفي             | 0     | 2    | 1       | 3        |
| سيرغي شيلوف           | روسيا (RUS)            | التزلج الريفي             | 0     | 2    | 1       | 3        |
| كاتارزينا روغوفيتش    | بولندا (POL)           | التزلج الريفي             | 2     | 0    | 0       | 2        |
| فلاديمير كيسلييف      | روسيا (RUS)            | البياتلون                 | 2     | 0    | 0       | 2        |